# Luật quốc tịch Israel
Luật quốc tịch Israel quy định các điều kiện của quốc tịch Israel. Có hai luật quốc tịch chính là Luật hồi hương năm 1950 và Luật quốc tịch năm 1952.
Mọi người Do Thái đều có quyền nhập cư Israel và nhập quốc tịch Israel. Một người sinh ra ở Israel có cha hoặc mẹ là công dân Israel thì có quốc tịch Israel. Người có quốc tịch nước ngoài mà không phải là người Do Thái thì có thể nhập quốc tịch Israel nếu đã thường trú ở Israel ít nhất 3 năm và biết tiếng Hebrew nhưng phải thôi quốc tịch nước ngoài. Công dân Israel người Do Thái và công dân Israel nam gốc Druze và Circassia phải thực hiện nghĩa vụ quân sự, trừ phi sinh hoạt Do Thái giáo Haredi ra.
Israel từng là Lãnh thổ ủy trị Palestine do Hội Quốc Liên giao phó cho Anh. Cư dân Palestine có quốc tịch Anh đặc biệt. Năm 1948, chế độ ủy trị kết thúc, các nước Ả Rập lập tức tuyên chiến với Israel, gây ra nhiều vấn đề quốc tịch cho cư dân Palestine không phải là người Do Thái mà đến nay vẫn chưa được giải quyết.

## Quốc tịch và dân tộc
Israel phân biệt quốc tịch và dân tộc. Tòa án tối cao Israel quyết định rằng không có khái niệm dân tộc Israel mà chỉ có quốc tịch Israel gồm các dân tộc mà dân tộc Do Thái là bộ phận chính. Năm 2018, Israel thông qua luật xác định Israel là quốc gia dân tộc của dân tộc Do Thái.

## Lịch sử

### Thời ủy trị

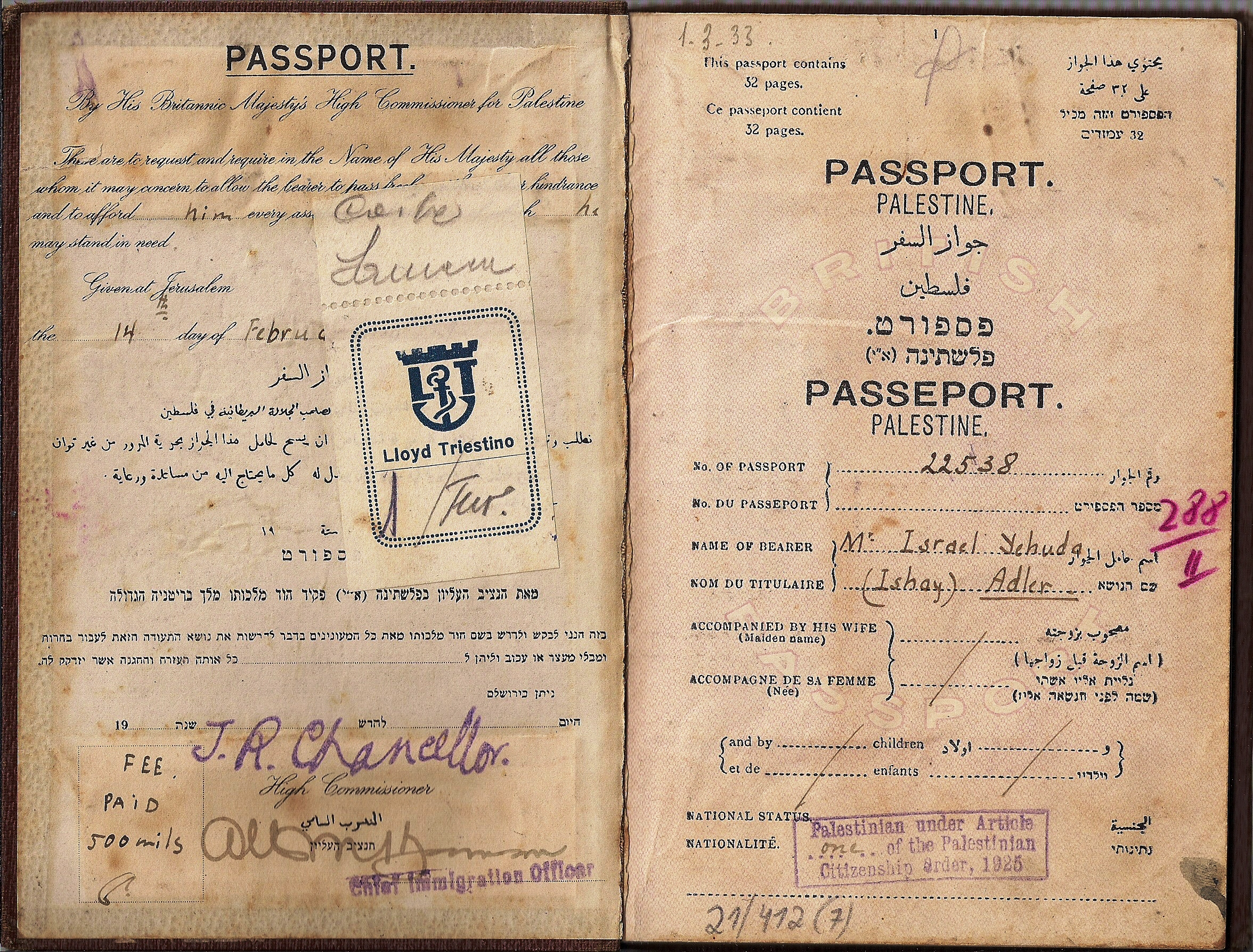
Hộ chiếu của cư dân Palestine vào thời chế độ ủy trị Anh

Từ năm 1516 tới năm 1917, vùng Palestine thuộc Đế quốc Osman và áp dụng luật quốc tịch của Đế quốc Osman. Sau Chiến tranh thế giới thứ nhất, Đế quốc Osman tan rã, Anh chiếm đóng vùng Palestine. Chính thức thì dân Palestine vẫn có quốc tịch Osman nhưng chính quyền chiếm đóng Anh bắt đầu cấp giấy chứng nhận quốc tịch Palestine. Năm 1922, Hội Quốc Liên ủy trị Palestine cho Anh.
Điều ước Lausanne năm 1923 quy định về sự chuyển tiếp quốc tịch đối với các cư dân ở Palestine và các lãnh thổ khác của Đế quốc Osman. Sau ngày 6 tháng 8 năm 1924, dân Osman thường trú ở Palestine trở thành dân Palestine. Dân Osman có nguyên quán ở Palestine nhưng trú quán ở nơi khác được chọn nhập quốc tịch Palestine nhưng phải nộp đơn xin cho chính quyền ủy trị trong thời hạn hai năm sau khi điều ước có hiệu lực. Năm 1925, Anh ban hành Sắc lệnh quốc tịch Palestine, chính thức quy định chế độ quốc tịch mới ở Palestine. Lần cuối sắc lệnh được sửa đổi là vào năm 1942.
Trẻ em sinh ra ở Palestine trong hôn nhân có cha là công dân Palestine thì có quốc tịch Palestine. Trẻ em sinh ra ở Palestine trong hoặc ngoài hôn nhân mà không có quốc tịch thì có quốc tịch Palestine. Công dân nước ngoài được nhập quốc tịch Palestine nếu đã cư trú ở Palestine ít nhất ba năm, biết tiếng Anh, tiếng Hebrew hoặc tiếng Ả Rập, cam kết sẽ thường trú ở Palestine và có phẩm chất tốt.
Theo pháp luật Anh, Palestine không phải là thuộc địa mà là lãnh thổ ngoại nên dân Palestine phải xin thị thực nhập cảnh Anh nhưng được hưởng sự bảo hộ công dân khi ở nước ngoài. Chế độ quốc tịch này kết thúc vào ngày 14 tháng 5 năm 1948 khi Nhà nước Israel được thành lập trên cơ sở thừa kế Lãnh thổ ủy trị Palestine.

### Sau năm 1948
Từ năm 1948 tới năm 1952, Israel không có luật quốc tịch. Tuy là nước thừa kế Lãnh thổ ủy trị Palestine, Israel cho rằng không có sự chuyển tiếp từ quốc tịch Palestine tới quốc tịch Israel. Năm 1952, Tòa án tối cao Israel quyết định rằng công dân Palestine không đương nhiên là công dân Israel khi chế độ ủy trị kết thúc.
Năm 1950, Israel thông qua Luật hồi hương, quy định mọi người Do Thái đều có quyền nhập cư Israel. Năm 1952, Israel thông qua Luật quốc tịch, quy định về các điều kiện quốc tịch Israel và bãi bỏ tất cả các quy định thời ủy trị về quốc tịch Palestine.

### Người Ả Rập ở Palestine
Cư dân người Do Thái ở Palestine được nhập quốc tịch Israel trên cơ sở quyền hồi hương của người Do Thái nhưng cư dân người Ả Rập phải có quốc tịch Palestine trước năm 1948, đã đăng ký thường trú ở Israel từ tháng 2 năm 1949 và không xuất cảnh trước khi được nhập quốc tịch.
Chủ tâm của các điều kiện này là không cho người Ả Rập hưởng quyền lợi ở Israel. Do hậu quả của Chiến tranh Ả Rập – Israel năm 1948, Cơ quan Cứu tế người tị nạn Palestine ở Cận Đông của Liên Hợp Quốc ước tính 720.000 người Ả Rập phải chạy trốn khỏi Palestine. Lúc Israel được thành lập thì chỉ còn có 170.000 người Ả Rập mà 90% không được nhập quốc tịch Israel do không có đủ điều kiện thường trú.
Người Ả Rập trở về Israel sau chiến tranh cũng không có đủ điều kiện nhập quốc tịch Israel nên không được hưởng quyền công dân hay trú quán chính thức. Năm 1960, Tòa án tối cao Israel nới lỏng điều kiện thường trú, cho phép người xuất cảnh vào hoặc ngay sau thời kỳ chiến tranh được nhập quốc tịch Israel. Năm 1980, Quốc hội Israel sửa đổi Luật quốc tịch, cho phép tất cả cư dân người Ả Rập cư trú ở Israel trước năm 1948 và con cái của họ được nhập quốc tịch Israel.
Người Ả Rập trốn ra các nước láng giềng của Israel không được nhập quốc tịch ở những nước đó, trừ Jordan ra (bấy giờ chiếm đóng vùng Bờ Tây). Năm 1988, Jordan từ bỏ chủ quyền đối với vùng Bờ Tây, tước quốc tịch Jordan của tất cả mọi người Ả Rập ở đó. Người Ả Rập ở các lãnh thổ khác của Jordan tiếp tục giữ quốc tịch Jordan.

### Điều kiện quyền hồi hương

#### Người Do Thái bỏ đạo hoặc không sinh hoạt Do Thái giáo
Luật hồi hương năm 1950 không xác định ai là người Do Thái được hưởng quyền hồi hương. Năm 1960, Tòa án tối cao Israel quyết định rằng Oswald Rufeisen, một người Do Thái gốc Ba Lan theo Công giáo không có đủ điều kiện hưởng quyền hồi hương của người Do Thái do đã bỏ Do Thái giáo. Năm 1970, Tòa án tối cao giải thích thêm rằng người không sinh hoạt Do Thái giáo nhưng có mẹ là người Do Thái thì là người Do Thái miễn là không theo tôn giáo khác.
Năm 1970, Quốc hội Israel sửa đổi Luật hồi hương, quy định chi tiết hơn về ai là người Do Thái: người Do Thái là người có mẹ là người Do Thái hoặc là người chỉ theo Do Thái giáo. Luật hồi hương sửa đổi cho phép con cháu, vợ chồng con cháu và vợ chồng của người Do Thái được hưởng quyền hồi hương của người Do Thái tuy không có đủ điều kiện là người Do Thái dựa theo Do Thái giáo.
Năm 1971, Quốc hội Israel sửa đổi Luật quốc tịch, cho phép người Do Thái có nguyện vọng nhập cư Israel được nhập quốc tich Israel mà không cần phải ở trong lãnh thổ Israel. Mục đích của luật sửa đổi là giúp đỡ người Do Thái ở Liên Xô: người Do Thái hiếm khi được cấp thị thực xuất cảnh, nhất là sau Chiến tranh Sáu Ngày năm 1967. Mãi đến cuối thập niên 80 Liên Xô mới nới lỏng điều kiện xuất cảnh đối với người Do Thái.
Phần lớn người Do Thái ở Liên Xô đều nhập cư Israel. Israel xin các nước khác đặt hạn ngạch nhập cư đối với người Do Thái từ Liên Xô để cho họ nhập cư Israel. Sau khi Hoa Kỳ bắt đầu áp dụng hạn ngạch nhập cảnh thì số người Do Thái gốc Liên Xô nhập cư Israel tăng từ 2.250 vào năm 1988 tới hơn 200.000 vào năm 1990. Người Do Thái tiếp tục nhập cư Israel sau khi Liên Xô tan rã. Từ năm 1989 tới năm 2002, tổng cộng 940.000 người Do Thái ở Liên Xô nhập cư Israel. Phần lớn đều không sinh hoạt Do Thái giáo nhưng có đủ điều kiện theo Luật hồi hương.

#### Người Do Thái theo giáo phái Do Thái giáo không chính thống
Luật hồi hương không xác định Do Thái giáo gồm các giáo phái nào. Có tranh cãi về việc theo những giáo phái Do Thái giáo không chính thống thì có phải là người Do Thái không. Kể từ năm 2021, người nước ngoài theo giáo phái Bảo thủ và Cải cách được nhập quốc tịch Israel theo Luật hồi hương. Những người theo giáo phái chấp nhận Giê-su là Kitô bị xem là Kitô hữu nên không được hưởng quyền hồi hương, trừ phi có đủ điều kiện về huyết thống Do Thái.
Người Do thái gốc Ethiopia chịu ảnh hưởng của người Copt do sống biệt lập với cộng đồng Do Thái giáo từ Sơ kỳ Trung cổ tới cuối thế kỷ 19 nên sinh hoạt tôn giáo khác với những nhóm Do Thái khác. Mãi đến năm 1973 Do thái giáo chính thống mới mới thừa nhận người Do thái gốc Ethiopia và ủng hộ họ nhập cư Israel. Sau khi cách mạng cộng sản, nội chiến bùng nổ ở Ethiopia thì Israel đưa 45.000 người Do Thái gốc Ethiopia đến Israel, gần như toàn bộ cộng đồng.

#### Falash Mura
Falash Mura, những người Do Thái gốc Ethiopia theo Kitô giáo nhưng vẫn sinh hoạt trong cộng đồng không được hồi hương. Tuy nhiên, một số người được nhập cư Israel theo diện đoàn tụ gia đình. Về sau, Israel cho phép Falash Mura nhập cư Israel nhưng phải trở lại Do Thái giáo trước khi được nhập quốc tịch. Từ năm 1993 tới năm 2013, khoảng 33.000 Falash Mura nhập cư Israel.

## Nhập quốc tịch, thôi quốc tịch, tước quốc tịch

### Quyền nơi sinh, quyền huyết thống hoặc nhận nuôi
Trẻ em sinh ra ở Israel có cha hoặc mẹ là công dân Israel thì có quốc tịch Israel. Trẻ em sinh ra ở nước ngoài có cha hoặc mẹ là công dân Israel thì có quốc tịch Israel nhưng đời cháu thì không được. Trẻ em được nhận nuôi thì có quốc tịch Israel không kể tôn giáo. Người nào mà sinh ra ở Israel, từ 18 tới 21 tuổi và chưa hề có quốc tịch khác thì được nhập quốc tịch Israel nếu đã thường trú ở Israel ít nhất 5 năm ngay trước khi có đơn xin quốc tịch.

### Nhập quốc tịch

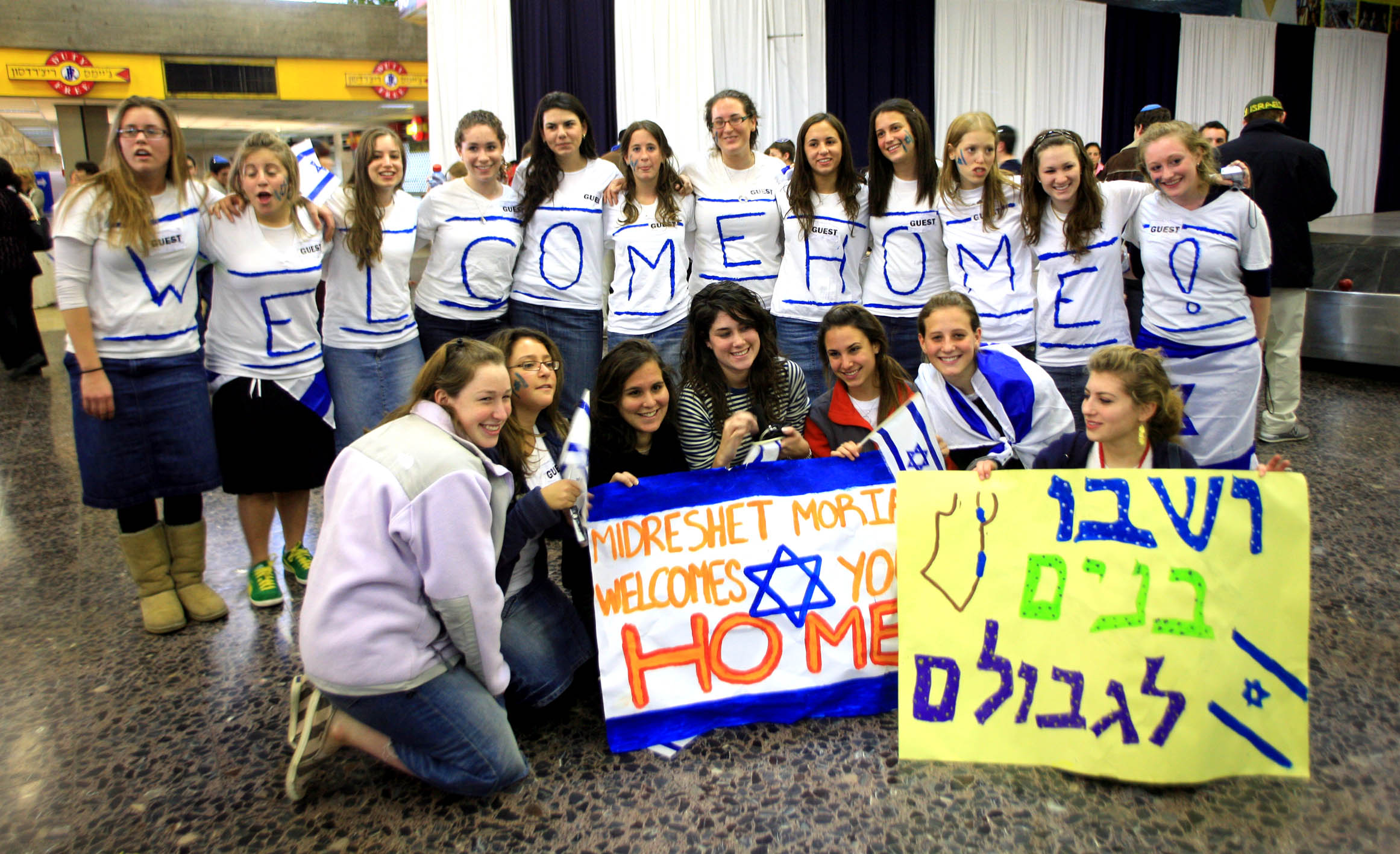
Buổi đón tiếp người nhập cư từ Bắc Mỹ

Người Do Thái nhập cư Israel theo diện hồi hương đương nhiên được nhập quốc tịch Israel. Luật hồi hương xác định người Do Thái là người có mẹ là người Do Thái hoặc là người chỉ theo Do Thái giáo. Con cháu, vợ chồng con cháu và vợ chồng của người Do Thái có quyền nhập cư Israel theo diện hồi hương. Người Do Thái bỏ đạo theo tôn giáo khác được xem là từ bỏ quyền nhập quốc tịch theo diện hồi hương. Tính đến cuối năm 2020, 21% dân số Do Thái ở Israel sinh ra ở nước ngoài.
Người nước ngoài được nhập quốc tịch Israel nếu có tư cách thường trú, đã cư trú ở Israel ít nhất 3 năm trong 5 năm qua, hiện đang sống ở Israel, có ý định cư ở Israel và biết tiếng Hebrew. Không có điều kiện biết tiếng Ả Rập tuy từng là một ngôn ngữ chính thức của Israel. Người có đơn xin quốc tịch có thể được miễn các điều kiện nhập quốc tịch nếu đã phục vụ trong Lực lượng Phòng vệ Israel, mất con trong lúc tại ngũ, là người chưa thành niên có cha mẹ là công dân Israel hoặc thường trú nhân hoặc là người có công lao đối với Israel. Trước khi được nhập quốc tịch, phải tuyên thệ trung thành với Nhà nước Israel và bỏ quốc tịch cũ.
Người Do thái nhập quốc tịch Israel theo diện hồi hương được giữ quốc tịch cũ, mục đích là khuyến khích kiều dân Do Thái nhập cư Israel. Người nhập quốc tịch Israel theo diện bình thường phải bỏ quốc tịch cũ. Thường thì người ta nhập quốc tịch Israel vì lý do việc làm, gia đình hoặc vì có tư cách thường trú ở Đông Jerusalem hoặc Cao nguyên Golan.

### Thôi quốc tịch và tước quốc tịch
Công dân Israel có quyền thôi quốc tịch nếu đang sống ở nước ngoài, đã nhập quốc tịch khác và không có nghĩa vụ quân sự. Công dân nhập quốc tịch theo diện hồi hương có quyền thôi quốc tịch nếu có nguy cơ bị tước quốc tich cũ. Từ năm 2003 tới năm 2015, khoảng 8.308 người thôi quốc tịch Israel.
Công dân Israel có thể mất quốc tịch nếu có hành vi gây hại Nhà nước Israel hoặc khai báo sai sự thật, làm giả giấy tờ khi xin nhập quốc tịch. Bộ Nội vụ xem xét, quyết định hủy bỏ nhập quốc tịch đối với người khai báo sai sự thật, làm giả giấy tờ khi xin nhập quốc tịch nếu chưa quá ba năm kể từ ngày người này được nhập quốc tịch. Trường hợp quá ba năm thì phải xin Tòa án hành chính hủy bỏ nhập quốc tịch. Hiếm có trường hợp công dân Israel bị tước quốc tịch: từ năm 1948 tới nay, chỉ có sáu người bị tước quốc tịch. Công dân Israel nhập cảnh các nước thù của Israel hay nhập quốc tịch các nước đó có thể bị tước quốc tịch.

### Điều kiện nhập quốc tịch đối với vợ hoặc chồng
Vợ hoặc chồng dân ngoại có quyền nhập cư theo diện hồi hương nếu nhập cư cùng lúc với người Do Thái; kể từ năm 2014, vợ hoặc chồng đồng tính được nhập cư theo diện hồi hương. Trước năm 1996, vợ hoặc chồng dân ngoại không được hưởng quyền hồi hương được cấp thẻ thường trú ngay khi nhập cảnh Israel. Sau năm 1996, vợ hoặc chồng dân ngoại được cấp thẻ tạm trú và phải đợi 4.5 năm trước khi được xin nhập quốc tịch. Vợ hoặc chồng đồng tính phải đợi 7.5 năm trước khi được cấp thẻ thường trú và xin quốc tịch.
Năm 2003, Quốc hội Israel thông qua luật cấm thường trú hoặc nhập quốc tịch đối với chồng dưới 35 tuổi hoặc vợ dưới 25 tuổi có nguyên quán ở các lãnh thổ Palestine của công dân Israel. Tòa án tối cao quyết định luật không vi phạm hiến pháp vào năm 2006 và 2012. Luật hết hiệu lực vào tháng 7 năm 2021 nhưng được khôi phục vào tháng 3 năm 2022 mà không có thời hạn.

## Quyền lợi và nghĩa vụ của công dân Israel
Công dân Israel được cấp thẻ căn cước và hộ chiếu Israel. Công dân Israel có quyền bầu cử. Công dân Israel có hai quốc tịch không được ứng cử vào Quốc hội hay những chức về an ninh quốc gia. Công dân Israel người Do Thái và công dân nam gốc Druze và Circassia phải thực hiện nghĩa vụ quân sự, trừ phi sinh hoạt Do Thái giáo Haredi ra.

### Trích dẫn
1. 1 2  Margalith 1953, tr. 63.
2. ↑  "Citizenship Law, 1952" (bằng tiếng Do Thái). Knesset. Lưu trữ bản gốc ngày 3 tháng 3 năm 2022. Truy cập ngày 2 tháng 3 năm 2022.
3. ↑  Tekiner 1991, tr. 49.
4. ↑  Tekiner 1991, tr. 50.
5. ↑  Goldenberg, Tia (ngày 4 tháng 10 năm 2013). "Supreme Court rejects 'Israeli' nationality status". The Times of Israel. Lưu trữ bản gốc ngày 13 tháng 2 năm 2020. Truy cập ngày 6 tháng 11 năm 2018.
6. ↑  Berger, Miriam (ngày 31 tháng 7 năm 2018). "Israel's hugely controversial "nation-state" law, explained". Vox. Lưu trữ bản gốc ngày 27 tháng 1 năm 2022. Truy cập ngày 2 tháng 3 năm 2022.
7. ↑  Qafisheh 2010, tr. 1.
8. ↑  Qafisheh 2010, tr. 5.
9. ↑  Qafisheh 2010, tr. 14–15.
10. ↑  Qafisheh 2010, tr. 16.
11. ↑  Qafisheh 2010, tr. 17.
12. ↑  Survey of Palestine, Volume 1, tr. 206.
13. ↑  Survey of Palestine, Volume 1, tr. 206–207.
14. ↑  Jones 1945, tr. 127–128.
15. ↑  Qafisheh 2010, tr. 7, 16.
16. ↑  Kohn 1954, tr. 369.
17. ↑  Masri 2015, tr. 362.
18. ↑  Masri 2015, tr. 372.
19. ↑  Kattan 2005, tr. 84.
20. ↑  Harpaz & Herzog 2018, tr. 1.
21. 1 2 3  Harpaz & Herzog 2018, tr. 4.
22. ↑  Goodwin-Gill & McAdam 2007, tr. 460.
23. ↑  Harpaz & Herzog 2018, tr. 4–5.
24. ↑  Davis 1995, tr. 23.
25. ↑  Davis 1995, tr. 26–27.
26. ↑  Shachar 1999, tr. 250–251.
27. ↑  Masri 2015, tr. 375.
28. ↑  Savir 1963, tr. 123–124.
29. ↑  Savir 1963, tr. 128.
30. ↑  Richmond 1993, tr. 106–109.
31. ↑  Perez 2011, tr. 61.
32. ↑  Harpaz & Herzog 2018, tr. 3–4.
33. ↑  Quigley 1991, tr. 388–389.
34. ↑  Kondo 2001, tr. 2–3.
35. ↑  Quigley 1991, tr. 390–391.
36. ↑  Tolts 2003, tr. 71.
37. ↑  Emmons 1997, tr. 344.
38. ↑  Richmond 1993, tr. 110–112.
39. 1 2  Harpaz & Herzog 2018, tr. 16.
40. ↑  Kingsley, Patrick (ngày 1 tháng 3 năm 2021). "Israeli Court Says Converts to Non-Orthodox Judaism Can Claim Citizenship". The New York Times. Lưu trữ bản gốc ngày 18 tháng 10 năm 2021. Truy cập ngày 18 tháng 10 năm 2021.
41. ↑  "Israeli Court Rules Jews for Jesus Cannot Automatically Be Citizens". The New York Times. Associated Press. ngày 27 tháng 12 năm 1989. Lưu trữ bản gốc ngày 19 tháng 7 năm 2021. Truy cập ngày 2 tháng 10 năm 2021.
42. ↑  Zieve, Tamara (ngày 16 tháng 12 năm 2017). "Will Israel ever accept Messianic Jews?". The Jerusalem Post. Lưu trữ bản gốc ngày 2 tháng 10 năm 2021. Truy cập ngày 2 tháng 10 năm 2021.
43. ↑  Weil 1997, tr. 397–399.
44. ↑  Weil 1997, tr. 400–401.
45. ↑  Kaplan & Rosen 1994, tr. 62–66.
46. ↑  Kaplan & Rosen 1994, tr. 66–68.
47. ↑  Harpaz & Herzog 2018, tr. 5–6.
48. ↑  Kassim 2000, tr. 206.
49. ↑  Harpaz & Herzog 2018, tr. 2, 4.
50. ↑  Harpaz & Herzog 2018, tr. 3.
51. ↑  "Israel Passes 'National Home' Law, Drawing Ire of Arabs". The New York Times. ngày 18 tháng 7 năm 2018. Lưu trữ bản gốc ngày 24 tháng 12 năm 2018. Truy cập ngày 30 tháng 9 năm 2021.
52. ↑  Amara 1999, tr. 90.
53. ↑  Shapira 2017, tr. 127–128.
54. 1 2  Herzog 2017, tr. 61–62.
55. ↑  Harpaz & Herzog 2018, tr. 9–10.
56. ↑  "Give up (renounce) Israeli citizenship – for Israelis living abroad". Government of Israel. Lưu trữ bản gốc ngày 1 tháng 11 năm 2020. Truy cập ngày 29 tháng 9 năm 2021.
57. ↑  "Give up (renounce) Israeli citizenship in order to keep your foreign citizenship". Government of Israel. Lưu trữ bản gốc ngày 5 tháng 10 năm 2021. Truy cập ngày 29 tháng 9 năm 2021.
58. ↑  Eichner, Itamar (ngày 23 tháng 6 năm 2016). "8,308 Israelis renounced citizenship over past 12 years". Ynet. Lưu trữ bản gốc ngày 7 tháng 4 năm 2019. Truy cập ngày 29 tháng 9 năm 2021.
59. 1 2  Harpaz & Herzog 2018, tr. 6.
60. ↑  Levush, Ruth (ngày 23 tháng 3 năm 2017). "Israel: Amendment Authorizing Revocation of Israeli Nationality Passed". Library of Congress. Lưu trữ bản gốc ngày 30 tháng 9 năm 2021. Truy cập ngày 2 tháng 4 năm 2018.
61. ↑  Herzog 2010, tr. 57.
62. ↑  Herzog 2010, tr. 62–63.
63. ↑  Kaplan 2015, tr. 1090–1091.
64. ↑  Sharon, Jeremy (ngày 12 tháng 8 năm 2014). "Non-Jewish partners in gay marriage are now entitled to make aliya". The Jerusalem Post. Lưu trữ bản gốc ngày 24 tháng 10 năm 2021. Truy cập ngày 27 tháng 10 năm 2021.
65. ↑  Shapira 2017, tr. 131.
66. ↑  Shapira 2017, tr. 132.
67. ↑  Carmi 2007, tr. 32.
68. ↑  Nikfar 2005, tr. 2.
69. ↑  Carmi 2007, tr. 26.
70. ↑  Boxerman, Aaron (ngày 6 tháng 7 năm 2021). "With ban on Palestinian family unification expiring, what happens next?". The Times of Israel. Lưu trữ bản gốc ngày 4 tháng 10 năm 2021. Truy cập ngày 4 tháng 10 năm 2021.
71. ↑  Kershner, Isabel (ngày 6 tháng 7 năm 2021). "Israel's New Government Fails to Extend Contentious Citizenship Law". The New York Times. Lưu trữ bản gốc ngày 6 tháng 8 năm 2021. Truy cập ngày 4 tháng 10 năm 2021.
72. ↑  Chacar, Henriette (ngày 10 tháng 3 năm 2022). Oatis, Jonathan (biên tập). "Israel's Knesset passes law barring Palestinian spouses". Reuters. Lưu trữ bản gốc ngày 11 tháng 3 năm 2022. Truy cập ngày 11 tháng 3 năm 2022.
73. ↑  Tawil-Souri 2011, tr. 71.
74. ↑  "Passports, Travel Documents and laissez passer". Consulate General of Israel to the Midwest. Lưu trữ bản gốc ngày 20 tháng 2 năm 2020. Truy cập ngày 4 tháng 10 năm 2021.
75. ↑  Jean, Celia (ngày 26 tháng 2 năm 2020). "How many Israelis are eligible to vote in the upcoming election?". The Jerusalem Post. Lưu trữ bản gốc ngày 12 tháng 8 năm 2021. Truy cập ngày 4 tháng 10 năm 2021.
76. ↑  Harpaz & Herzog 2018, tr. 10.
77. ↑  Hamanaka 2016, tr. 73–75, 84–85.

### Tư liệu tham khảo
- Amara, Muhammad (1999). Politics and Sociolinguistic Reflexes: Palestinian Border Villages. John Benjamins Publishing Company. ISBN 978-9-02-724128-3.
- Carmi, Na'ama (2007). "The Nationality and Entry into Israel Case before the Supreme Court of Israel". Israel Studies Forum. Quyển 22 số 1. Berghahn Books. tr. 26–53. JSTOR 41804964.
- Davis, Uri (1995). "Jinsiyya Versus Muwatana: The Question of Citizenship and the State in the Middle East: The Cases of Israel, Jordan and Palestine". Arab Studies Quarterly. Quyển 17 số 1/2. Pluto Journals. tr. 19–50. JSTOR 41858111.
- Emmons, Shelese (1997). "Russian Jewish Immigration and its Effect on the State of Israel". Indiana Journal of Global Legal Studies. Quyển 5 số 1. Indiana University Press. tr. 341–355. Lưu trữ bản gốc ngày 5 tháng 10 năm 2021. Truy cập ngày 5 tháng 10 năm 2021.
- Goodwin-Gill, Guy S.; McAdam, Jane (2007). The Refugee in International Law (ấn bản thứ 3). Oxford University Press. ISBN 978-0-19-928130-5.
- Government of Mandatory Palestine (1946). Survey of Palestine (PDF) (Báo cáo). Quyển 1. Government Printer, Palestine. Lưu trữ (PDF) bản gốc ngày 13 tháng 5 năm 2021. Truy cập ngày 1 tháng 10 năm 2021 – qua Berman Jewish Policy Archive.
- Hamanaka, Shingo (2016). "Military Service as a Process of Political Socialization: The Case of Universal Conscription in Israel". Annals of Japan Association for Middle East Studies. Quyển 32 số 1. Japan Association for Middle East Studies. tr. 71–87. doi:10.24498/ajames.32.1_71.
- Harpaz, Yozzi; Herzog, Ben (tháng 6 năm 2018). Report on Citizenship Law: Israel (Báo cáo). European University Institute. hdl:1814/56024.
- Herzog, Ben (2017). "The construction of Israeli Citizenship Law: Intertwining political philosophies". Journal of Israeli History. Quyển 36 số 1. Taylor & Francis. tr. 47–70. doi:10.1080/13531042.2017.1317668. S2CID 152105861.
- Herzog, Ben (2010). "The Revocation of Citizenship in Israel". Israel Studies Forum. Quyển 25 số 1. Berghahn Books. tr. 57–72. JSTOR 41805054.
- Jones, J. Mervyn (1945). "Who are British Protected Persons". The British Yearbook of International Law. Quyển 22. Oxford University Press. tr. 122–145. Lưu trữ bản gốc ngày 23 tháng 10 năm 2021. Truy cập ngày 20 tháng 10 năm 2021 – qua HeinOnline.
- Kaplan, Steven; Rosen, Chaim (1994). "Ethiopian Jews in Israel". The American Jewish Year Book. Quyển 94. American Jewish Committee. tr. 59–101. JSTOR 23605644.
- Kaplan, Yehiel S. (2015). "Immigration Policy of Israel: The Unique Perspective of a Jewish State". Touro Law Review. Quyển 31 số 4. Touro Law Center. tr. 1089–1135. Lưu trữ bản gốc ngày 2 tháng 10 năm 2021. Truy cập ngày 2 tháng 10 năm 2021.
- Kassim, Anis F. (2000). "The Palestinians: From Hyphenated to Integrated Citizenship". Trong Butenschøn, Nils A.; Davis, Uri; Hassassian, Manuel (biên tập). Citizenship and the State in the Middle East: Approaches and Applications. Syracuse University Press. tr. 201–224. ISBN 978-0-81-562829-3.
- Kattan, Victor (2005). "The Nationality of Denationalized Palestinians". Nordic Journal of International Law. Quyển 74. Brill. tr. 67–102. doi:10.1163/1571810054301004. SSRN 993452.
- Kohn, Leo (tháng 4 năm 1954). "The Constitution of Israel". The Journal of Educational Sociology. Quyển 27 số 8. American Sociological Association. tr. 369–379. doi:10.2307/2263817. JSTOR 2263817.
- Kondo, Atushi, biên tập (2001). Citizenship in a Global World. Palgrave Macmillan. doi:10.1057/9780333993880. ISBN 978-0-333-80266-3.
- Margalith, Haim (1953). "Enactment of a Nationality Law in Israel". American Journal of Comparative Law. Quyển 2 số 1. Oxford University Press. tr. 63–66. doi:10.2307/837997. JSTOR 837997.
- Masri, Mazen (2015). "The Implications of the Acquisition of a New Nationality for the Right of Return of Palestinian Refugees". Asian Journal of International Law. Quyển 5 số 2. Cambridge University Press. tr. 356–386. doi:10.1017/S2044251314000241.
- Nikfar, Bethany M. (2005). "Families Divided: An Analysis of Israel's Citizenship and Entry into Israel Law". Northwestern Journal of International Human Rights. Quyển 3 số 1. Northwestern University. Lưu trữ bản gốc ngày 24 tháng 1 năm 2021. Truy cập ngày 4 tháng 10 năm 2021.
- Perez, Nahshon (tháng 2 năm 2011). "Israel's Law of Return: A Qualified Justification". Modern Judaism. Quyển 31 số 1. Oxford University Press. tr. 59–84. doi:10.1093/mj/kjq032. JSTOR 41262403.
- Qafisheh, Mutaz M. (2010). "Genesis of Citizenship in Palestine and Israel". Bulletin du Centre de recherche français à Jérusalem. Quyển 21. Lưu trữ bản gốc ngày 30 tháng 9 năm 2021. Truy cập ngày 30 tháng 9 năm 2021.
- Quigley, John (1991). "Soviet Immigration To The West Bank: Is It Legal?". Georgia Journal of International and Comparative Law. Quyển 21 số 3. University of Georgia. tr. 387–413. Lưu trữ bản gốc ngày 1 tháng 10 năm 2021. Truy cập ngày 1 tháng 10 năm 2021.
- Richmond, Nancy C. (ngày 1 tháng 9 năm 1993). "Israel's Law of Return: Analysis of Its Evolution and Present Application". Penn State International Law Review. Quyển 12 số 1. Pennsylvania State University. tr. 95–133. Lưu trữ bản gốc ngày 27 tháng 9 năm 2020. Truy cập ngày 1 tháng 10 năm 2021.
- Savir, Yehuda (1963). "The Definition of a Jew under Israel's Law of Return". Southwestern Law Journal. Quyển 17 số 1. Southern Methodist University. tr. 123–133. Lưu trữ bản gốc ngày 30 tháng 9 năm 2021. Truy cập ngày 30 tháng 9 năm 2021 – qua HeinOnline.
- Shachar, Ayelet (1999). "Whose Republic: Citizenship and Membership in the Israeli Polity". Georgetown Immigration Law Journal. Quyển 13 số 2. Georgetown University. tr. 233–272. Lưu trữ bản gốc ngày 2 tháng 10 năm 2021. Truy cập ngày 2 tháng 10 năm 2021 – qua HeinOnline.
- Shapira, Assaf (2017). "Israel's Citizenship Policy towards Family Immigrants: Developments and Implications". Journal of Israeli History. Quyển 36 số 2. Taylor & Francis. tr. 125–147. doi:10.1080/13531042.2018.1545676. S2CID 165436471.
- Tawil-Souri, Helga (2011). "Colored Identity: The Politics and Materiality of ID Cards in Palestine/Israel". Social Text. Quyển 29 số 2. Duke University Press. tr. 67–97. doi:10.1215/01642472-1259488.
- Tekiner, Roselle (1991). "Race and the Issue of National Identity in Israel". International Journal of Middle East Studies. Quyển 23 số 1. Cambridge University Press. tr. 39–55. doi:10.1017/S0020743800034541. JSTOR 163931. S2CID 163043582.
- Tolts, Mark (2003). "Mass Aliyah and Jewish emigration from Russia: Dynamics and factors". East European Jewish Affairs. Quyển 33 số 2. Taylor & Francis. tr. 71–96. doi:10.1080/13501670308578002. S2CID 161362436.
- Weil, Shalva (1997). "Religion, Blood and the Equality of Rights: The Case of Ethiopian Jews in Israel". International Journal on Minority and Group Rights. Quyển 4 số 3/4. Brill. tr. 397–412. doi:10.1163/15718119620907256. JSTOR 24674566.